# Louis Laurie
Louis Laurie (n. 19 noiembrie 1917, Cleveland, Ohio, SUA – d. 26 decembrie 2002, Beachwood⁠(d), Ohio, SUA) a fost un boxer ce a reprezentat Statele Unite ale Americii, medaliat olimpic. A participat la o ediție a Jocurilor Olimpice (1936) în care a câștigat o medalie de bronz.

## Participări
Lista de mai jos prezintă principalele competiții la care a participat Louis Laurie de-a lungul carierei.
- boxing at the 1936 Summer Olympics – flyweight[*]